# 에런 아길레라
에론 아길레라(영어: Aaron Aguilera, 1977년 2월 28일 ~ )은 미국의 남자 프로레슬링선수로 조디악(영어: Zodiac) 등의 링네임으로도 잘 알려져 있다. 키는 199cm 몸무게는 110kg다.